# Bronisław Wołoszyn
Bronisław Wojciech Wołoszyn  (ur. 3 września 1937 w Kielcach) – polski przyrodnik, profesor Instytutu Systematyki i Ewolucji Zwierząt Polskiej Akademii Nauk w Krakowie. Zajmuje się ekologią, paleobiologią i systematyką drobnych ssaków, zwłaszcza nietoperzy, a także biospeleologią i ochroną przyrody.
Swoją pierwszą pracę „Nowe odkrycie jaskiniowe w Górach Świętokrzyskich” opublikował w 1959 r. w czasopiśmie „Biuletyn Speleologiczny” (Wrocław). Już w trakcie studiów biologicznych na Uniwersytecie Wrocławskim w latach 1956–1962 (specjalność paleozoologia) interesował się szeroko zagadnieniami biologicznymi. Bezpośrednio po studiach pracował jako asystent, a następnie adiunkt w Katedrze Zoologii Akademii Rolniczej we Wrocławiu (obecnie Uniwersytet Przyrodniczy we Wrocławiu). Tam też w 1968 r. otrzymał stopień doktora nauk biologicznych na podstawie rozprawy Holoceńska fauna nietoperzy z jaskiń tatrzańskich. W  1964 opublikował monografię jaskiń Gór Świętokrzyskich.  Był członkiem i organizatorem wypraw jaskiniowych wrocławskiej Sekcji Grotołazów.
W 1972 r. podjął pracę w Zakładzie Zoologii Systematycznej i Doświadczalnej PAN w Krakowie.
Pracę rozpoczął dwuletnim stażem jako doradca naukowy Instytutu Geologii i Paleontologii Kubańskiej Akademii Nauk w Hawanie (Instituto de Geologia y Paleontologia de la Academia Cubana de Ciencias). Pobyt ten przyniósł nauce 2 nowe gatunki kopalnych nietoperzy oraz rekonstrukcję sekwencji tworzenia się tanatocenoz nietoperzy w jaskiniach Kuby (Wołoszyn 1973, Wołoszyn i Mayo 1974, Silva Taboada i Woloszyn 1977, Woloszyn i Silva Taboada 1977).
Od 1974 roku aż do końca 1979 roku był kierownikiem Laboratorium Zootomii Zakładu Zoologii Systematycznej i Doświadczalnej PAN w Krakowie oraz Stacji Naukowej w Ojcowskim Parku Narodowym. W tym czasie dwukrotnie (1976, 1978) jako Visiting Professor odbył 3-miesięczne pobyty na Uniwersytecie Autonomicznym w m. Meksyku (Universidad Autonoma de Mexico).
Od lutego 1980 r. do października 1981 pracował jako samodzielny pracownik naukowo-badawczy i kierownik Laboratorium Mastozoologii w Centrum Badań Biologicznych Dolnej Kalifornii w La Paz w Meksyku (Centro de Investigaciones Biologicas de Baja California Sur, Mexico). Praca ta zaowocowała pierwszym całościowym opracowaniem teriofauny gór Sierra de la Laguna (Los Mamíferos de la Sierra de La Laguna Baja California Sur D. Wołoszyn, B.W. Wołoszyn 1982).
Następnie jako adiunkt, a później docent pracował w Zakładzie Zoologii Systematycznej i Doświadczalnej PAN w Krakowie. Stopień doktora habilitowanego nauk biologicznych uzyskał w 1986 r. na Uniwersytecie Jagiellońskim w Krakowie. Od lutego 1990 do kwietnia 1991 roku pracował jako Visiting Professor na Uniwersytecie Complutense w Madrycie (Universidad Complutence de Madrid) w Hiszpanii.
Od kwietnia 1991 r. aż do 31 grudnia 2007 r. Bronisław W. Wołoszyn pracował w Instytucie Systematyki i Ewolucji Zwierząt PAN w Krakowie jako docent a następnie profesor. W latach 1997–1999 był wicedyrektorem ISEZ PAN. Od 1988–2007 był kierownikiem Centrum Informacji Chiropterologicznej. W styczniu 2008 został emerytowanym profesorem.
Zainteresowania badawcze Bronisława W. Wołoszyna wykraczają szeroko poza paleontologię nietoperzy, obejmując także inne aspekty chiropterologii: biospeleologię i speleologię, ekologię, ochronę przyrody oraz biogeografię.
W okresie od 1959 do 2006 opublikował ponad 250 prac w tym 15 książek (jako autor, współautor lub redaktor i autor rozdziałów), 30 rozdziałów w książkach, ponad 80 oryginalnych rozpraw naukowych, ponad 50 komunikatów naukowych przedstawionych na konferencjach międzynarodowych i krajowych, ponad 100 artykułów przeglądowych, popularnonaukowych, notatek, recenzji, sprawozdań etc – załącznik.
Większość publikacji poświęcona jest systematyce, paleontologii, biologii, wybranych aspektów biochemii, ekologii, biogeografii, i ochronie europejskich, środkowoamerykańskich i dalekowschodnich gatunków nietoperzy, biogeografii drobnych ssaków, faunie jaskiń, biologii gleby i ochronie przyrody. Prace publikowane były po polsku, angielsku, hiszpańsku, niemiecku, rosyjsku i ukraińsku w Austrii, Chinach, Czechach, Danii, Holandii, Hiszpanii, Jugosławii, Izraelu, Kanadzie, Kubie, Meksyku, Niemczech, Polsce, Portugalii, Słowacji, Stanach Zjednoczonych i Włoszech.
Działalność naukową rozwija w czterech głównych kierunkach:
1. Kopalne i współczesne nietoperze holarktyki
Fauna kopalna nietoperzy:
1. Rekonstrukcja etapów sukcesji fauny nietoperzy w Polsce, co pozwoliło na odtworzenie historii formowania się chiropterofauny w rejonach położonych na północ od Karpat (Wołoszyn, 1967, 1969, 1970, 1989, 1995, Ochman, Wołoszyn, 2000). 2. Opisanie i zinterpretowanie trendów mikroewolucyjnych występujących u nietoperzy kopalnych w Palearktyce. Wyniki tych badań mają duże znaczenie dla względnego datowania faun kopalnych nietoperzy (Wołoszyn, 1987, 1987 [1988], 1989). 3. Opis nowych dla nauki kopalnych gatunków nietoperzy z neogenu i czwartorzędu Polski (Wołoszyn, 1988). 4. Opracowanie holoceńskich faun nietoperzy z jaskiń tatrzańskich (Wołoszyn 1967, 1970,). 5. Badania nietoperzy kopalnych Kuby, w wyniku których zinterpretowano i zrekonstruowano sekwencje powstawania faun kopalnych nietoperzy na Kubie, oraz opis dwóch nowych gatunków nietoperzy dla tego regionu (Wołoszyn 1973, Wołoszyn i Mayo 1974, Silva Taboada i Wołoszyn 1977, Wołoszyn i Silva Taboada 1977). 6. Opisał nowy dla nauki gatunek nietoperza (Miniopterus tao) z klasycznego stanowiska Zhoukoudian w Chinach (Wołoszyn, 1988).
Fauna współczesna:
1. Zbadanie chiropterofauny w wybranych regionach Polski: Góry Świętokrzyskie (1950, 1962, 1964, 1965, 1994 1997, Pieniny (2000), Dolny Śląsk (Sudety) (1971) Tatry (1967, 1996), Babia Góra (2003), Bieszczady (2000). 2. Przygotowałem monograficzne opracowanie wybranych gatunków nietoperzy dla kolejnych wydań Polskiej czerwonej księgi zwierząt (1992, 2001). 3. Ważnym kierunkiem badań, które rozwinął w ostatnich latach są badania chiropterofauny Karpat (Wołoszyn, 2000, Wołoszyn i inni,1998, 2000, Wołoszyn, Bashta 2001). 4. Pionierskie badania dolicholi w wątrobie nietoperzy we współpracy z Instytutem Biochemii i Biofizyki PAN. Dolichole to lipidy prawdopodobnie istotną rolę w procesie hibernacji nietoperzy (Wołoszyn i inni, 1996, Jankowski, Dębicki, Wołoszyn, 1996). 5. Badania wybranych aspektów hibernacji u nietoperzy we współpracy Instytutem Biologii Środowiskowej UJ (Wołoszyn i inni, 1999, Koteja, Jurczyszyn, Wołoszyn, 2001) 6. Badania procesu transformacji metali w ekosystemach leśnych i agrocenozach we współpracy z chemikami z AGH i Politechniki Krakowskiej z wykorzystaniem włosów nietoperzy jako wskaźników. Został opracowany standard pobierania i przygotowania próbek włosów nietoperzy do analizy na zawartość metali (Wołoszyn i inni, 1999, 2000, 2003). 7. Opisanie unikatowych w skali światowej form nacieków organicznych będących mieszaniną mocznika i węglanu wapnia powstałych w miejscu przebywania letniej kolonii nietoperzy (Wołoszyn, 1990, 1992).
2. Drobne ssaki wybranych rejonów holarktyki
Zbadał faunę ssaków w górach Sierra de la Laguna położonych w rejonie Przylądka w Południowej Dolnej Kalifornii w Meksyku. Było to kompleksowe opracowanie fauny ssaków tego regionu i stało się ono podstawą do objęcia ochroną gór „Sierra de la Laguna” (Wołoszyn, D., Wołoszyn B.W. 1982).
3. Speleologia i biospeleologia
Przez wiele lat zajmował się problemami speleologii i biospeleologii badając jaskinie i ich faunę w różnych rejonach Polski. Opublikował szereg prac poświęconych temu zagadnieniu, m.in. monograficzne opracowanie jaskiń Gór Świętokrzyskich (Wołoszyn, Wójcik, 1965, Gubała i Wołoszyn, 1997), badania mikroklimatu jaskiń (Wołoszyn, 1976), monografię jaskiń w Krasie Gipsowym (Wołoszyn, 1990) czy faunę jaskiń tatrzańskich (Wołoszyn, 1996, 2004).
4.Ochrona przyrody:
Nieomal od początku pracy badawczej, ze względu na obiekty badań: nietoperze i jaskinie zajmował się problemami ochrony przyrody. W roku 1981 ukazała się praca: „Nietoperze i cywilizacja”, poświęcona zagadnieniom ochrony nietoperzy. Praca ta wzbudziła żywe zainteresowanie i była w swoim czasie szeroko cytowana. W minionej dekadzie opublikował szereg prac i książek poświęconych różnym aspektom ochrony nietoperzy (m.in.: Wołoszyn, 1994, 1996, 2001). Zrealizował kilka projektów ochrony rezerwatów, m.in. rezerwatu „Nietoperek” i rez. „Szachownica” – największych zimowych schronień nietoperzy.
W ostatnich latach zajmował się problemami ochrony przyrody w Parkach Narodowych. Współpracował z większością Parków Narodowych w polskich Karpatach Był redaktorem i autorem kilku książek w tym dużej Monografii Fauny Babiej Góry (2003), Monografii Przyrodniczej Babiogórskiego Parku Narodowego (2004) i dwóch książek, poświęconych aktualnym problemom funkcjonowania Parków Narodowych (Wołoszyn i Postawa, 1999, 2000).
Bronisław W. Wołoszyn przynależy do wielu międzynarodowych organizacji i stowarzyszeń naukowych, między innymi: Scientific Advisory Committee of the Convention of Migratory Species of Wild Animals (CMS) (członek); Scientific Advisory Committee of the Agreement on the Conservation of Bat Population in Europe (członek); American Society of Mammalogy (członek); Bat Conservation International (nr 09092) (członek); Chiroptera Specialist Group przy IUCN (członek); założyciel Societas Europaea Mammalogica (członek). Ponadto jest członkiem Państwowej Rady Ochrony Przyrody, Państwowej Rada Ochrony Środowiska, członkiem Komitetu Ochrony Przyrody PAN, którego był przewodniczącym w latach 1999–2003, a wiceprzewodniczącym w latach 2003–2006.
Jest redaktorem publikacji ukazujących się w CIC ISEZ PAN, redaktorem czasopisma Studia Chiropterologica, członkiem Rady Redakcyjnej czasopism: Acta Chiropterologica, Travaux du Museum National d’Histoire Naturelle „Grigore Antipa (Bukareszt) i czasopisma Wszechświat. Podczas swojej pracy uczestniczył w ponad 50 kongresach, sympozjach i konferencjach międzynarodowych, na większość z nich będąc oficjalnie zaproszonym przez organizatorów lub będąc oficjalnym delegatem Polski. Na wszystkich prezentował wystąpienia w postaci referatów, posterów lub komunikatów, niektóre z konferencji również organizował, m.in. 1987 – IVth European Bat Research Symposium w Pradze (Czechosłowacja). Od tej pory bierze udział we wszystkich następnych tego typu sympozjach odbywających się co trzy lata: 1990, Vth – Nuborg (Dania), 1993, VIth – Evora (Portugalia), 1996, VIIth – Veldhoven (Holandia), 1999, VIIIth – Kraków (jako organizator), 2002, IXth – Le Havre (Francja). 2000 – 2nd World Conservation Congress I.U.C.N. w Ammanie (Jordania) Jako delegat Polski w latach 1997 – 2000 uczestniczył w cyklu 3 międzynarodowych konferencji Znaczenie budownictwa sakralnego w ochronie zwierząt (Sacral Architecture in Animal Protection), jako ich organizator.
W latach 1963 – 1967 był jednym z organizatorów kilku ogólnopolskich sympozjów speleologicznych. W 1964 był inicjatorem i współzałożycielem Sekcji Speleologicznej Polskiego Towarzystwa Przyrodników im. Kopernika, której pierwszym przewodniczącym został Kazimierz Kowalski. W roku 1969 zorganizował w ramach Akademii Rolniczej we Wrocławiu wyprawę naukową do Afryki Zachodniej. W latach 1988 – 2010 zorganizował 22 Dekady Spisu Nietoperzy oraz był współorganizatorem dziesięciu Ogólnopolskich Konferencji Chiropterologicznych. W roku 1988 – zapoczątkował istnienie Centrum Informacji Chiropterologicznej, które działa do dzisiaj jako jednostka organizacyjna Instytut Systematyki i Ewolucji Zwierząt PAN. Od tej pory kieruje i administruje pracami Centrum. W 1999 roku zorganizował w Krakowie VIII Europejskie Sympozjum Chiropterologiczne (VIIIth European Bat Research Symposium). Wzięło w nim udział ponad 200 chiropterologów reprezentujących 28 krajów z trzech kontynentów (Europa, Azja, Ameryka).
W latach 1996 – 2001 był koordynatorem projektu Plan ochrony Babiogórskiego Parku Narodowego. Kierował 30 – osobowym interdyscyplinarnym zespołem badawczym z kilku ośrodków naukowych w Polsce. Plan składa się z 25 tomów obejmujących wszystkie aspekty ochrony przyrody i dziedzictwa kulturowego Parku. Bronisław W. Wołoszyn działa również na polu doskonalenia kadry naukowej będąc promotorem prac doktorskich i magisterskich, pisząc recenzję profesorskie i habilitacyjne. W latach 1962 – 1972 prowadził w Instytucie Biologicznych Podstaw Produkcji Zwierzęcej AR we Wrocławiu: zajęcia dydaktyczne ze studentami wydziałów Rolniczego, Weterynarii, Zootechniki i Mechanizacji Rolnictwa w zakresie zoologii ogólnej i parazytologii. Od semestru zimowego 1992/93 prowadzi wykład monograficzny: Historia Naturalna Nietoperzy dla studentów z Wydziału Biologii i Nauk o Ziemi oraz Wydziału Chemii Uniwersytetu Jagiellońskiego.
Podczas kilkudziesięciu konferencji międzynarodowych i krajowych wygłaszał szereg referatów. Ostatnio na I Narodowym Kongresie Zoologicznym w Rumunii (12-13 listopada 2009) wygłosił w sumie 6 referatów na sesjach plenarnych. Był autorem lub współautorem tych referatów, m. innymi: Ecological aspects of bat hibernacula (cave and cave-like schelters) in temperate climate aone of Central Europe, Geographical distribution of bats North of the Carpathians i Microevolution of Bechstein’s bat Myotis bechsteinii (Kuhl, 1817) in the Holocene of southern Poland.
Prowadził także pojedyncze wykłady na kilku uniwersytetach i w instytutach w kraju i za granicą, w tym: na Uniwersytecie Berkeley w Kalifornii, Uniwersytecie Stanowym w Oklahoma, w Instytucie Ekologii Pirenejów w Huesca i Saragossie w Hiszpanii, na Uniwersytecie Hebrajskim w Jerozolimie, w Instytucie Ekologii Zwierząt Czeskiej Akademii Nauk w Brnie, w Muzeum Historii Naturalnej Grigore Antipa w Bukareszcie, w Instytucie Speleologicznym Rumuńskiej Akademii Nauk w Bukareszcie, a także w filii Instytutu w Cluj, w Instytucie Leśnictwa w Warszawie itd. W ramach działalności Centrum Informacji Chiropterologicznej przeprowadził w latach 1989 do 2007 15 kursów Chiropterologii Praktycznej przeznaczonych dla pracowników służb leśnych oraz dla personelu parków narodowych, krajobrazowych i wydziałów ochrony środowiska urzędów wojewódzkich. Prowadzi pracownie magisterską i doktorancką CIC ISEZ PAN, opiekując się doktorantami i magistrantami CIC.
Był kierownikiem kilku projektów grantowych m.in. Bioenergetyka nietoperzy hibernujących w jaskiniach oraz Badanie transformacji jonów metali w cyklu troficznym w agrocenozach i ekosystemach leśnych z wykorzystaniem włosów nietoperzy jako wskaźników. W roku 2003 profesorowie, członkowie Polskiej Akademii Nauk: prof. Kazimierz Kowalski, prof. Tadeusz Chojnacki i prof. Andrzej Grzywacz przedstawili kandydaturę prof. Wołoszyna na członka korespondenta PAN. Podczas wyborów jego sylwetkę przedstawiła prof. Zofia Kielan-Jaworowska.
Od połowy lat 90. Komitet Nagrody Nobla corocznie zwraca się do prof. Wołoszyna z propozycją przedstawienie kandydatów do nagrody z dziedziny chemii i biochemii.
Pasją profesora dr hab. Bronisława Wołoszyna są podróże, fotografia oraz eksploracja i badanie jaskiń, jako środowiska życia zwierząt. Jednak w całej swojej pracy zawodowej najwięcej uwagi poświęcił nietoperzom. Do jego osiągnięć w tym zakresie należy zaliczyć między innymi: odtworzenie historii formowania się chiropterofauny w Polsce i opracowanie holoceńskich faun nietoperzy z jaskiń tatrzańskich; opisanie i zinterpretowanie trendów mikroewolucyjnych w morfologii nietoperzy kopalnych w Palearktyce; opis nowych dla nauki kopalnych gatunków nietoperzy (z Polski: Rhinolophus wenzensis, Rh. hanakii, Miniopterus aproximatus, Eptesicus kowalskii, Eptesicus mossoczyi, Plecotus rabederi, z Kuby: Desmodus rotundus puntajudensis, Artibeus anthonyi oraz z Chin, z klasycznego plejstoceńskiego stanowiska Zhoukoudian – Miniopterus tao).

## Publikacje
- Bronisław Wojciech Wołoszyn: Jaki to nietoperz? : polowy klucz do oznaczania nietoperzy krajowych. Kraków: Krakowskie Wydawnictwo Zoologiczne, 1991. ISBN 83-900337-2-0. Brak numerów stron w książce
- Bronisław Wojciech Wołoszyn: Nietoperze Karpat : polowy klucz do oznaczania nietoperzy = Kažani Karpat : pol'ovij viznačnik. Kraków: The Chiropterological Information Center. Institute of Animal Systematics and Evolution Polish Academy of Sciences, 2001. ISBN 83-85222-77-4. Brak numerów stron w książce
- Bronisław Wojciech (red.) Wołoszyn: Monografia fauny Babiej Góry. Kraków: Komitet Ochrony Przyrody Polskiej Akademii Nauk, 2003. ISBN 83-89186-48-9. Brak numerów stron w książce
- Bronisław Wojciech Wołoszyn. Holoceńska fauna nietoperzy (chiroptera) z jaskiń tatrzańskich. „Folia Quaternaria”. 35, s. 1-52, 1970. Kraków: Państwowe Wydawnictwo Naukowe.
- WOŁOSZYN B.W., 1963: Postglacjalna fauna (Chiroptera) z Jaskini Zimnej w Tatrach. Przegl. Geol., 3: 110.
- WOŁOSZYN B.W., 1965: Współczesne występowanie Plecotus auritus (L., 1758) i Plecotus austriacus (Fischer, 1829) w Polsce. Materiały na VIII zjazd PTZool.: 83–85.
- WOŁOSZYN B. W., 1967: Współczesna i holoceńska fauna ssaków z jaskini Szczelina Chochołowska w Tatrach. Pr. Muz. Ziemi, 11: 291–298.
- WOŁOSZYN B.W., 1988: Pliocene and Pleistocene bats of Poland. Acta Paleont. Pol., 32 (3–4): 207–325.
- WOŁOSZYN B.W., 1989: Nietoperze – Chiroptera. W: KOWALSKI K. (ed.) Historia i ewolucja lądowej fauny Polski. Folia Quatern., 59–60: 129–141.
- WOŁOSZYN W., 1996: Fauna jaskiń tatrzańskich. W: MIREK Z. et al. (eds.). Przyroda Tatrzańskiego Parku Narodowego – poznanie, przemiany, zagrożenia i ochrona. Tatry i Podtatrze, 3: 525–533.